# 죠시마 시게루
조시마 시게루(일본어: 城島 茂, 1970년 11월 17일)는 일본의 기타리스트, 가수, 아이돌, 탈런트, 배우, 사회자. 아이돌그룹으로써 록밴드 TOKIO의 기타담당 겸 리더와 최연장자이다. 사무소 소속은 주식회사 TOKIO. 애칭은 「리더」.

## 인물
지바 현 이치바라시 출생, 나라 현 야마토코오리야마시에서 자라났다. TOKIO멤버에서 유일하게 칸사이에서 자라났다. TOKIO에서는 최연장자이며, 더더욱 TOKIO보다 먼저 데뷔한 SMAP의 멤버 전원보다 연상이다. 나라 현 사립 나라상업고등학교 졸업후, 1986년 7월 7일에 소년대에게 동경해 현재의 사무소에 입소. 헤이케이하(平家派)소속. 헤이케하시대부터 단독으로 히쿠루겐지, 오토코구미, SMAP등과 드라마, 버라이어티방송에 많은 행동을 함께했다.
1989년 『아이돌공화국』(테레비아사히계열)에서 헤이케하의 멤버였던 야마구치 타츠야와 함께 「조시마 시게루 밴드(애칭: 조밴드)」를 결성. 그 후 「TOKIO BAND」로 이름을 바꾸고, 1990년에 고쿠분 타이치, 마츠오카 마사히로와 함께 TOKIO를 결성해 리더로 취임. 그 후에 코지마 히로무, 야마구치 타츠야를 더해, 1994년 코지마를 대신해 나가세 토모야가 가입하여 현재의 멤버 TOKIO가 완성된다. 같은 해 9월 21일 『LOVE YOU ONLY』로 CD데뷔. 사실 CD데뷔하기 바로 전에 취직이 정해져있었기 때문에, 데뷔=취직였던 적이 있었다. 멤버안에선 누구보다 연주에 대한 향상심이 강해, 기본연습을 빠지지 않으며, 독학으로 최소한의 악보를 읽거나 쓰는 학습을 하고있다.
음악활동 이외로는, 주로 버라이어티방송 활동이 많다. 『더!철완!DASH!!』등에서는 가끔 여장을 하고 「조시마 시게코」라고 이름을 붙여 주부캐릭터가 되거나, 리젠트로 TV출연을 하고 있다.

## 참가 유닛
- 헤이케하(平家派)
- 조시마 시게루 밴드
- TOKIO BAND
- TOKIO
- J-FRIENDS

## 주로 사용하는 기타
- SNAPPER‐S/AS(ESP)
- Les Paul Standard(Gibson)
- Navigator N-LP320CTM(ESP) -THE ALFEE의 타카미자와 토시히코로부터 받았다고 한다.
- POTBELLY(ESP)
- MUSICMAN Silhouette(ERNIE BALL)

## 출연
독단 출연만.

### TV드라마
- 위험한 소년III(あぶない少年III)(1988년)
- 코멘트를 씁니다(ゴメンドーかけます)（1989년)
- 내일을 향해 달려라!(明日に向かって走れ!)(1989년)
- 세살살이 원수천지(渡る世間は鬼ばかり)(1993년)
- 어머니에게 꽃다발을!(おふくろに花束を!)(1994년)
- 잠자는척하는 남자들(寝たふりしてる男たち)(1995년)
- 『덜떨어진 형사 순정파(はぐれ刑事純情派)』제8~11시리즈(1995~1998년)
- 귀마참인검 천하무쌍의 도단야 사랑과 청춘의 칠번승부!(鬼麿斬人剣 天下無双の刀鍛冶 愛と青春の七番勝負！)(1995년)
- DxD(1997년)
- 일요극장 맡겨줘 달링(日曜劇場 まかせてダーリン)(1998년)
- 테라우치 칸타로 일가 98초 스페셜(寺内貫太郎一家98秋スペシャル)(1998년)
- 『덜떨어진 형사 순정파』스페셜 야스우라형사, 큐슈천추로 떠난다!(『はぐれ刑事純情派』新春スペシャル 安浦刑事、九州天草へ飛ぶ!)(1999년)
- 천사의 일(天使のお仕事)(1999년)
- 신・우리들의 여행(新・俺たちの旅) Ver.1999(1999年)
- 데릴사위(ムコ殿)(2001년) 최종화 게스트(우정출현)
- 연기자『검은손수건』(演技者。『黒いハンカチーフ』)（2002년)
- 맨하튼 러브스토리(マンハッタンラブストーリー)(2003년) -제1회 게스트(우정출현)
- 극단연기자.『오토마틱』(劇団演技者。『オートマチック』)(2004년)
- NHK아침 연속 TV소설 이모타코난킨(芋たこなんきん)(2006년)
- 세상에 기묘한 이야기 2007년 가을 특별편 자판기남자(自販機男)(2007년)
- 혈액형별 여자가 결혼하는 방법♪ 4번째밤・AB형 여자가 결혼하는 법 (血液型別 オンナが結婚する方法♪ 第四夜・AB型オンナが結婚する方法)（2009年)

## 서적
- 미남의 나라에서(美男の国から)